# Domenico Pace
Domenico Daniele Pace (ur. 9 lipca 1924 w Padwie, zm. 16 sierpnia 2022 w Mediolanie) – szwajcarski szermierz, srebrny medalista mistrzostw świata.
Podczas mistrzostw świata w Brukseli w 1953 roku Włosi w składzie: Gastone Darè, Roberto Ferrari, Renzo Nostini, Domenico Pace, Vincenzo Pinton i Mauro Racca zdobyli srebrny medal w szabli drużynowej. Był to jego jedyny medal wywalczony w zawodach tego cyklu.
Wystartował na igrzyskach olimpijskich w Melbourne w 1956 roku, gdzie w szabli drużynowej zajął piąte miejsce. Był to jego jedyny start olimpijski.